# Stefano Venturi
Stefano Venturi fou un compositor italià del Renaixement i un dels músics més destacats de la cèlebre escola veneciana. De la seva vida només es coneix la seva existència pels diversos llibres de madrigals a quatre i cinc veus publicats a Venècia entre 1592 i 1598. Thomas Morley en la seva antologia de madrigalistes, situa a aquest compositor a l'altura de Vecchi, Giovanelli i Croce. La col·lecció de Hassler, Symphoniae Sacrae, publicada el 1600, inclou tres notables motets a 7 i 8 veus d'aquest polifonista.